# Устинов, Георгий Феофанович
Гео́ргий Феофа́нович Усти́нов (1889—1932) — русский и советский журналист, прозаик, мемуарист.

## Биография
Родился в Балахнинском уезде Нижегородской губернии в семье раскольников. Учился в церковно-приходском училище села Кантаурово Семёновского уезда. В семнадцать лет стал матросом на волжском буксирном пароходе. Бродяжил, голодал.
В 1905 году в Сормово участвовал в политической деятельности. С 1907 году занялся журналистской деятельностью. Публиковался в газетах «Судоходец», «Волгарь», «Нижегородский листок». В 1917 году начал публиковаться в прессе РСДРП(б).
До начала 1918 года был близок к левым эсерам, затем присоединился к большевикам. В декабре 1917 — январе 1918 годах редактор газеты «Советская правда» (Минск). Летом 1918 года издал воспоминания о революционных днях в Белоруссии, где изобразил многих большевистских вожаков (Могилевский, Позерн, Ландер и др.). Осенью 1918 года — ответственный секретарь газеты «В пути», издававшейся в бронепоезде Троцкого. В 1919—1920 гг. входил в редакцию газеты «Советская Сибирь».
Заведовал лекционным отделом «Центропечати», работал в редакции «Правды». В 1921 году был исключён из партии за пьянство. Прославился как литературный критик Пролеткульта.
По воспоминаниям Устинова, в конце 1918 года он познакомился с Сергеем Есениным, которого ему представил поэт Василий Каменский в столовой на Тверской улице, где часто собирались литераторы. В начале 1919 года Есенин жил у него в бывшей гостинице, ставшей общежитием Наркомвнудела, где Устинов имел две комнаты. В 1925 году, включая период последнего пребывания Есенина в Ленинграде, Устинов с супругой Елизаветой Алексеевной проживал в гостинице «Англетер», в номере 130 на третьем этаже — этажом выше пятого номера, где остановился Есенин.
Георгий Устинов в 1932 году повесился при невыясненных обстоятельствах, оставив написанную кровью записку с неизвестным содержанием. Судьба его жены Елизаветы неизвестна.
Похоронен на Ваганьковском кладбище (17 уч.).

## Литературное творчество
Известно несколько пропагандистских брошюр Устинова: «В коммуне» (1918), «Интеллигенция и Октябрьский переворот» (1918), «Крушение партии левых „эс-эров“» (1918), «Российская коммунистическая партия (большевиков)» (1920).
Активно публиковался как литературный критик. Устинову была свойственна вульгарно-социологическая трактовка литературного творчества.
Автор пропагандистской брошюры «Трибун революции», посвящённой апологии Л. Д. Троцкого на военно-политических должностях. Она была написана в конце 1918 года, но по неизвестным причинам вышла в свет только в 1920 году. Оценка самого Троцкого этой брошюре неизвестна. Устинов активно использовал прямую речь Троцкого.
После трагической смерти Есенина оставил воспоминания о нём.
В 1926 году изданы сборники рассказов Устинова «Пропащие годы» и роман «Чорный ветер», которые не были замечены критикой.
Публиковался под псевдонимами: Юрий Гордеев, Клим Залетный, Залетный, Г. Фанвич.

## Избранная библиография
- Трибун революции: (Л. Д. Троцкий). — М.: Денница, 1920.
- Литература наших дней / Георгий Устинов. — М.: Девятое января, 1923.
- Г. Устинов, К. Бесядовский. Современная Румыния: 1. Историко-полит. очерк. 2. Военно-геогр. и военно-стат. описание — М.: Высш. воен. ред. сов. Гос. изд-во, 1923.
- Пропащие годы: Рассказы: 1. Пропащие годы. 2. Сердце Терентия Власыча. — Л.: Гос. изд-во, 1926.
- Чорный ветер: Роман / Георгий Устинов. —М.; Л.: Гос. изд-во, 1926.